# Scott Dureau
Pour les articles homonymes, voir Dureau.

a Compétitions nationales et continentales officielles uniquement.

Scott Dureau, né le 29 juillet 1986 à Taree, est un joueur de rugby à XIII australien évoluant au poste de demi de mêlée, de demi d'ouverture. Il commence sa carrière dans la National Rugby League en 2007 sous les couleurs des Newcastle Knights. Après quatre saisons en rôle de doublure, il décide de rejoindre la franchise française des Dragons Catalans en Super League où à deux reprises il est retenu dans l'équipe type de la Super League (2011 et 2012).

## Biographie
Il débute au rugby à l'âge de trois ans, suivant l'exemple de son frère.
Il fait ses débuts en National Rugby League avec Newcastle Knights en 2007 contre Manly et devient la doublure de Luke Walsh. Après quarante matchs de NRL, il annonce en août 2010 sa signature pour deux ans avec la franchise française des Dragons Catalans qui évolue en Super League, rejoignant son ex-entraîneur Trent Robinson dont il exprime son envie d'évoluer sous ses ordres.
Sa première saison est une réelle réussite, permettant à la franchise française de rejouer les premiers rôles. Dureau est nommé dans l'équipe type de la saison de Super League au poste de demi de mêlée, seul joueur des Dragons à recevoir cet honneur. Sa seconde saison est tout autant une réussite où une nouvelle fois il est nommé dans l'équipe type de la Super League en compagnie cette fois-ci de Rémi Casty.
En 2013, sa saison est entravée par une opération en Australie en janvier 2013 pour une tumeur à l'œil. Cela le prive de compétition toute la première partie de la saison des Dragons et il fait son retour fin mai contre les London Broncos par une victoire 46-18 avec un essai à la clé.

## Palmarès
- Individuel :
  - Albert Goldthorpe Medal : 2012 (Dragons Catalans).
  - Meilleur botteur de la saison régulière de Super League : 2012 (Dragons Catalans).
  - Élu dans l'équipe type de Super League : 2011 et 2012 (Dragons Catalans).

## Statistiques

### En club
De 2007 à 2010, Scott Dureau joue avec la franchise australienne des Newcastle Knights. Il a disputé en National Rugby League quarante-deux rencontres, marquant cinq essais, douze goals et quatre drops, soit un total de quarante-huit points. À partir de 2011, il évolue sous les couleurs des Dragons Catalans disputant 54 matchs de Super League et cinq matchs de Challenge Cup, marquant vingt-quatre essais, deux cent vingt-huit goals et huit drops.